# Jennifer Lee
Jennifer Michelle Lee (Providence (Rhode Island), 22 oktober 1971), geboren als Jennifer Michelle Rebecchi is een Amerikaanse filmregisseuse, filmproducente en scenarioschrijfster. Ze won in 2014 met de film Frozen een Oscar voor beste animatiefilm. Lee is de eerste filmregisseuse die een speelfilm regisseerde die meer dan $ 1 miljard heeft verdiend.

## Levensloop
Lee werd geboren in Providence en groeide op in Barrington met haar Vader Saverio Rebecchi en moeder Linda Lee en haar oudere zus Amy. Na de scheiding van haar ouders gingen Lee en haar zus bij hun moeder wonen in East Providence. Lee en haar zus zijn afgestudeerd aan de East Providence High School en aan de University of New Hampshire. In 1992 behaalde ze een diploma in Engels en verhuisde naar New York waar ze ging werken als grafisch kunstenaar voor uitgeverij Random House. Als volwassene begon ze haar meisjesnaam van haar moeder te gebruiken en in januari 1995 verander ze haar achternaam wettelijk van Rebecchi in Lee. Na het verlies van haar geliefde op 20-jarige leeftijd, wilde ze haar eigen verhalen vertellen. Rond haar dertigste sloot ze zich aan bij de Columbia University School of the Arts en behaalde in 2005 een diploma in Master of Fine Arts.
Daar ontmoette ze Phil Johnston die haar later overhaalde om met hem mee te gaan naar Disney Animation in Burbank om hem te helpen bij het scenario van Wreck-It Ralph. Wat een schrijftaak van acht weken zou zijn werd uiteindelijk veel langer. Eerst werd ze gevraagd om te blijven totdat Wreck-It Ralph klaar was. Ze raakte vervolgens betrokken bij Frozen, aanvankelijk als scenarioschrijfster en later als co-regisseur met Chris Buck. Toen Lee aan boord werd gebracht, hielp ze de film over te zetten van actie-avontuur naar meer muzikaal, met meer komedie. Ze werkte nauw samen met de songwriters Robert Lopez en Kristen Anderson-Lopez bij het schrijven van het script. Frozen gaf haar de gelegenheid om stoere en prachtige meisjes te vieren zoals haar jeugd en haar dochter. In 2018 werd Lee benoemd tot Chief Creative Officer van Walt Disney Animation Studios, na het opstappen van John Lasseter uit Disney.

### Privé
Lee is getrouwd geweest met Robert Joseph Monn. Samen hebben ze een dochter. Lee woont met haar dochter in San Fernando Valley. In november 2019 bevestigde Lee dat ze een relatie heeft met acteur Alfred Molina.

## Filmografie
| Jaar | Film                      | Regie | Producent  | Scenario | Opmerkingen |
| ---- | ------------------------- | ----- | ---------- | -------- | ----------- |
| 2004 | A Thousand Words          |       |            |          | Korte film  |
| 2012 | Wreck-It Ralph            |       |            |          |             |
| 2013 | Frozen                    |       |            |          |             |
| 2015 | Frozen Fever              |       |            | Verhaal  | Korte film  |
| 2016 | Zootropolis               |       |            | Verhaal  |             |
| 2018 | A Wrinkle in Time         |       |            |          |             |
| 2018 | Ralph Breaks the Internet |       | Uitvoerend |          |             |
| 2019 | Frozen II                 |       |            |          |             |